# Synagoga v Tomaru
Synagoga v portugalském městě Tomar byla vystavěna v 1. polovině 15. století. Je jednou ze dvou zachovaných portugalských středověkých synagog (druhá se nachází v Castelo de Vide).

## Historie
V době dokončení synagogy čítala místní židovská komunita asi 150 až 200 lidí, což bylo 30 až 40 % obyvatel Tomaru. Po vyhnání Židů ze Španělska v roce 1492 se židovská obec ještě rozrostla. Židovská kongregace byla otevřeně aktivní až do roku 1496, kdy král Manuel I. Portugalský začal nutit Židy ke konverzi ke křesťanství nebo odchodu ze země. Poté byla zřejmě opuštěná do roku 1516, kdy ji koupil soukromník s úmyslem přeměnit ji na věznici. Tomuto účelu také asi sloužila, a to do 50. let 16. století.
Koncem 16. a začátkem 17. století se někdejší synagoga stala katolickou kaplí. Nazývala se Ermida de São Bartolomeu (Poustevna sv. Bartoloměje) a jako katolická svatyně sloužila do 19. století. Od té doby do roku 1920, kdy ji poprvé navštívili portugalští archeologové, se v ní skladovalo seno a později víno a potraviny. 
Dne 29. července 1921 portugalská vláda budovu prohlásila za národní památku. Dne 5. května 1923 ji tehdejší majitel Joaquim Cardoso Tavares prodal polskému židovskému inženýrovi Samuelu Schwarzovi, který budovu opravil a provedl první vykopávky. Dne 27. července 1939 Schwarz budovu věnoval portugalské vládě s podmínkou, že v ní bude zřízeno muzeum. Výměnou za to získal pro sebe a svou ženu portugalské občanství, které je uchránilo během holocaustu. 
Od roku 1939 budova funguje jako Portugalské židovské muzeum Abrahama Zacuta. Do jeho sbírky patří např. několik středověkých náhrobních kamenů ze židovských hřbitovů v Portugalsku, kamenná deska s pozdravným nápisem ze synagogy v Lisabonu datovaná rokem 1307 nebo nápisem z Belmonte ze 13. století, na kterém je Boží jméno znázorněno třemi tečkami způsobem připomínajícím svitky od Mrtvého moře.